# Ranstadt
Ranstadt település Németországban, Hessen tartományban. Lakosainak száma 5319 fő (2023. december 31.). Ranstadt Echzell, Reichelsheim (Wetterau) és Nidda községekkel határos.

## Népesség
A település népességének változása:
| Lakosok száma | 5029 | 5044 | 5217 | 5374 | 5319 |
|               | 2017 | 2019 | 2021 | 2022 | 2023 |